# Zhuk-AE
Zhuk-AE는 러시아가 개발한 항공 레이다다. 전투기에 탑재되는 최신 전자주사식 AESA 레이다로, Zhuk 계열 레이다의 일종이다. 57cm 직경에, 680개 모듈을 갖추고 있다. 3m2 크기의 30개 목표물을 120km 거리에서 동시추적할 수 있다.

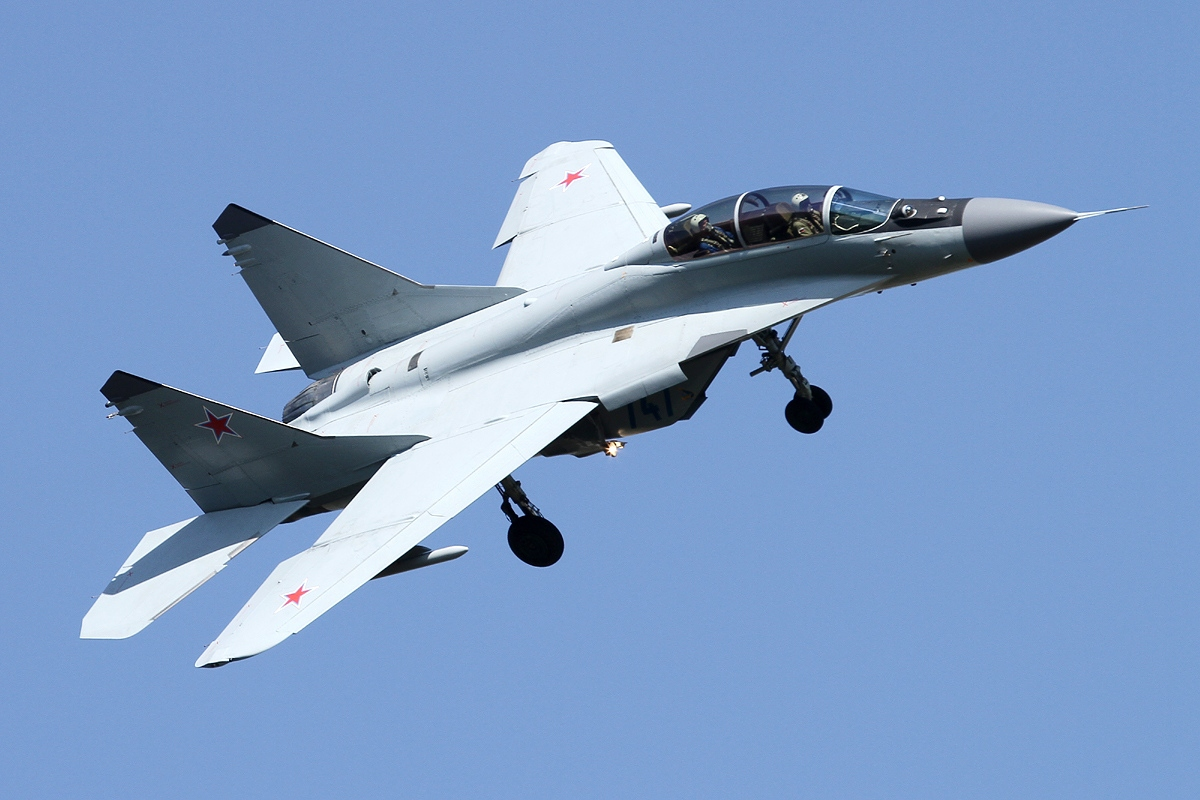
본 레이다가 탑재되는 미그-29M의 모습이다. 러시아판 F-16EF라고 볼 수 있다.

## AESA 레이다
(모듈 소자, 레이다 탐지거리)
- AN/APG-77 1,500개, 350km.

- AN/APG-63(v)3 1,500개, 170km.

- J/APG-1 1,200개, 250km.

- CAPTOR-E 1,400개, 178km.

- AN/APG-79 1,100개, 170km.

- AN/APG-81 1,300개, 270km

- Zhuk-AE 680개, 156km.

- Zhuk-MAE 1,000개, 200km.

## 같이 보기
- AN/APG-63
- Zhuk
- AN/APG-80
- N001
- V004